# Yeniçeşme, Beyağaç
Yeniçeşme là một xã thuộc huyện Beyağaç, tỉnh Denizli, Thổ Nhĩ Kỳ. Dân số thời điểm năm 2010 là 282 người.